# Malachi Favors
Pour les articles homonymes, voir Favors.
Favors Malachi (Maghostut), né à Lexington, Mississippi, le 20 août 1927, décédé à Chicago, le 30 janvier 2004 , d'un cancer du pancréas, est un contrebassiste, bassiste électrique, banjoïste, percussionniste et compositeur américain.

## Discographie
Avec Roscoe Mitchell :
- - 1968 - Tutankhamen

Avec l'Art Ensemble Of Chicago :
- - 1969 - A Jackson In Your House
- - 1969 - Tutankhamun
- - 1978 - Ja
- - 1980 - Magg Zelma
- - 1980 - Charlie M.
- - 1987 - Creole Love Call
- - 1990 - Naima

Avec M.R. Abrams :
- - 1975 - W.W. (Dedicated To Wilbur Ware)
- - 1975 - Way, way, way Down Yonder
- - 1976 - Sightsong

Avec A. Abdullah :
- - 1987 - Reflections On A Mystic

Avec D. Gonzalez
- - 1987 - Hymn For Mbizo

Avec Kahil El'Zabar's Ritual Trio
- - 1985 - The Ritual  Sounds Aspects
- - 1994 - Renaissance of the Resistance  Delmark
- - 1999 - Conversations (w. Archie Shepp)  Delmark
- - 2007 - OOH Live (w. Pharoah Sanders) Katalyst

Avec Roman Bunka
- - 1995 - Color me Cairo Enja